# Segundo Profeta de Amón

Escultura de Anen, Segundo Profeta de Amon. Hermano de la reina Tiy.

El Segundo Profeta de Amón (hm netjer sen-nu en Amón), también llamado el Segundo Sacerdote de Amón, fue un funcionario sacerdotal de alto rango en el culto del antiguo dios egipcio Amón. El cargo de Segundo Profeta de Amón fue creado en el Imperio Nuevo de Egipto, a principios de la Dinastía XVIII de Egipto.

## Historia

### Imperio Nuevo de Egipto
El título del Segundo Profeta de Amón fue creado en el inicio de la  Dinastía XVIII durante el reinado de Amosis I. Una estela de donación de Karnak registra cómo el rey Ahmose nombró este título y dotó al puesto de tierras, bienes y administradores. La posición del Segundo Profeta de Amón fue puesta, desde su creación, bajo la autoridad de la Esposa del dios de Amón.

Hecho en presencia de los [... funcionarios ...] del territorio de Tebas y el sacerdocio del templo de Amón. Lo que se dijo m hm n stp-si l.p.h. en este día, [diciendo]: "El oficio del Segundo Sacerdote de Amón [pertenecerá] a la Esposa de Dios, Gran Esposa Real, unida a la corona blanca, Ahmose-Nefertari, que vive; habiendo sido hecho para ella en un imyt-pr, de hijo a hijo, heredero a heredero, [sin permitir] que [sea interferido por nadie por los siglos de los siglos.

La donación fue entregada a Ahmose-Nefertari y a sus descendientes. El registro fue firmado y luego confirmado por un oráculo. Los registros de una época posterior indican que en este puesto ella habría sido responsable de todas las propiedades del templo, la administración de los bienes, los talleres, las tesorerías y todo el personal administrativo asociado.
Durante el reinado de Hatshepsut y Tutmosis III el Segundo Profeta participó en las construcciones reales de Karnak. El Segundo Profeta Puimra supervisó la construcción de un santuario de ébano dedicado a Hatshepsut, la construcción de dos obeliscos para Tutmosis II y la construcción de puertas de piedra caliza del Tura. En la tumba de Puimra se muestra que, además, se encargaba de recibir los bienes de los oasis y los tributos de Nubia, incluidos los cautivos.

### Tercer período intermedio
Bajo los Sumos sacerdotes de Amón Piankh y Pinedyem I en la Dinastía XXI de Egipto, la posición de Segundo Profeta estuvo formada por los parientes de los Sumos sacerdotes. A partir de la época de Menjeperra, las posiciones de 2.º, 3.º y 4.º Profeta de Amón no fueron tomadas por la familia del Sumo sacerdote de Amón. Los cargos fueron dados a los nobles tebanos locales, quienes a menudo se casaban con la familia del Sumo sacerdote.
Durante la Dinastía XXV los gobernantes nubios rompieron el control de las familias locales sobre estos puestos sacerdotales. Shabako nombró a Kelbasken como cuarto profeta y más tarde a su hijo Haremakhet como Sumo sacerdote de Amón. Taharqa nombró a su hijo Nesishutefnut como Segundo Profeta de Amón.

## Notables Segundos Profetas de Amon
| Q3 | G43 | M17 | G17 | N5 · Z1 |

| Q3 | G43 | M17 | G17 | N5 · Z1 |

| nfr | Htp · t · p |

| nfr | Htp · t · p |

| G29 | k · n | Aa1 · n | M23 | A51 |

| G29 | k · n | Aa1 · n | M23 | A51 |